# فریدریش آگوست سوم
فردریک آگوستوس سوم (آلمانی: Fredrich August Johann Ludwig Karl Gustav Gregor Philipp) آخرین شاه پادشاهی ساکسونی از خاندان ویتین بود.